# Мясоедов, Александр Николаевич
Алекса́ндр Никола́евич Мясое́дов (18 апреля 1876 — 12 мая 1964) — русский дипломат, первый секретарь посольства в Риме, камергер.
Из старинного дворянского рода. Сын сенатора, члена Государственного совета Николая Александровича Мясоедова и его жены Марии Христиановны.
Воспитывался в Александровском лицее, курс которого окончил в 1897 году с золотой медалью. По окончании лицея поступил на службу в Министерство иностранных дел. Последовательно занимал должности: 2-го секретаря миссии в Токио, 2-го секретаря миссии в Бухаресте, 2-го секретаря посольства Берлине, 1-го секретаря миссии в Стокгольме и, наконец, 1-го секретаря посольства в Риме. Дослужился до чина статского советника. Состоял в придворном звании камер-юнкера, а затем камергера. В 1916 году вернулся в Россию. В 1917 году состоял чиновником особых поручений при Финляндском генерал-губернаторе Ф. А. Зейне. После Октябрьской революции некоторое время находился в Петрограде. В 1918 году выехал в Киев, затем в Одессу, откуда эвакуировался в Константинополь.
С 1921 года в эмиграции в Италии, жил в Риме. Был одним из лидеров «Российского монархического союза в Италии». Состоял членом Союза ревнителей памяти императора Николая II (с 1923) и Общества ревнителей русской военной старины. В 1926 году был делегатом Российского зарубежного съезда в Париже от русской эмиграции в Италии. Состоял лицейским представителем в Италии, поддерживал связь с лицеистами в Париже, Ницце и Брюсселе, переписывался с Н. Н. Флиге и князем М. А. Гагариным. Следуя пушкинской традиции, в лицейский день 19 октября приветствовал бывших соучеников стихотворными посланиями. После Второй мировой войны около двух лет возглавлял отдел ИРО по регистрации русских беженцев в Италии. Как вспоминал эмигрант второй волны писатель Борис Ширяев:

Сотни и тысячи русских людей всех видов, званий и наименований, лишенные всех этих свойственных прочим народам признаков, посидели в кресле перед его служебным столом.

…

Многие, очень многие из рассеянных теперь по всем материкам вспомянут добрым словом имя старого дипломата А. Н. Мясоедова.

Возродил Российское монархическое движение в Италии. В 1956 году, после смерти П. В. Скаржинского, был избран председателем Высшего монархического совета, в каковой должности состоял до конца своей жизни. Скончался в 1964 году в Риме. Похоронен на кладбище Тестаччо.

## Семья
С 1902 года был женат на Надежде Викторовне фон-Валь (1876—1964), дочери санкт-петербургского градоначальника В. В. фон-Валя. Их сын:
- Александр (1904—1988), выпускник Мюнхенского политехнического института. Жил в Риме, был старостой русского православного прихода св. Николая в Риме и председателем правления Русской библиотеки им. Н. В. Гоголя. Похоронен в семейной могиле на кладбище Тестаччо.